# Chặng đua MotoGP Áo 2022
Chặng đua MotoGP Áo 2022 là chặng đua thứ 13 của mùa giải đua xe MotoGP 2022. Chặng đua diễn ra từ ngày 19/08/2022 đến ngày 21/08/2022 ở trường đua Red Bull Ring, Áo. Tay đua giành chiến thắng thể thức MotoGP là Francesco Bagnaia của đội đua Ducati Corse.

## Kết quả phân hạng thể thức MotoGP
| Fastest session lap |

| Stt                | Số xe | Tay đua               | Xe      | Kết quả      | Kết quả   | Vị trí xuất phát | Hàng xuất phát |
| Stt                | Số xe | Tay đua               | Xe      | Q1           | Q2        | Vị trí xuất phát | Hàng xuất phát |
| ------------------ | ----- | --------------------- | ------- | ------------ | --------- | ---------------- | -------------- |
| 1                  | 23    | Enea Bastianini       | Ducati  | Vào thẳng Q2 | 1:28.772  | 1                | 1              |
| 2                  | 63    | Francesco Bagnaia     | Ducati  | Vào thẳng Q2 | 1:28.796  | 2                | 1              |
| 3                  | 43    | Jack Miller           | Ducati  | Vào thẳng Q2 | 1:28.881  | 3                | 1              |
| 4                  | 89    | Jorge Martín          | Ducati  | Vào thẳng Q2 | 1:28.958  | 4                | 2              |
| 5                  | 20    | Fabio Quartararo      | Yamaha  | Vào thẳng Q2 | 1:29.003  | 5                | 2              |
| 6                  | 5     | Johann Zarco          | Ducati  | Vào thẳng Q2 | 1:29.046  | 6                | 2              |
| 7                  | 12    | Maverick Viñales      | Aprilia | Vào thẳng Q2 | 1:29.135  | 7                | 3              |
| 8                  | 36    | Joan Mir              | Suzuki  | Vào thẳng Q2 | 1:29.2551 | 8                | 3              |
| 9                  | 41    | Aleix Espargaró       | Ducati  | 1:29.231     | 1:29.2551 | 9                | 3              |
| 10                 | 49    | Fabio Di Giannantonio | Ducati  | 1:29.350     | 1:29.336  | 10               | 4              |
| 11                 | 42    | Álex Rins             | Suzuki  | Vào thẳng Q2 | 1:29.424  | 11               | 4              |
| 12                 | 33    | Brad Binder           | KTM     | Vào thẳng Q2 | 1:29.536  | 12               | 4              |
| 13                 | 10    | Luca Marini           | Ducati  | 1:29.386     | N/A       | 13               | 5              |
| 14                 | 30    | Takaaki Nakagami      | Honda   | 1:29.390     | N/A       | 14               | 5              |
| 15                 | 44    | Pol Espargaró         | Honda   | 1:29.475     | N/A       | 15               | 5              |
| 16                 | 21    | Franco Morbidelli     | Yamaha  | 1:29.540     | N/A       | 16               | 6              |
| 17                 | 88    | Miguel Oliveira       | KTM     | 1:29.613     | N/A       | 17               | 6              |
| 18                 | 6     | Stefan Bradl          | Honda   | 1:29.809     | N/A       | 18               | 6              |
| 19                 | 4     | Andrea Dovizioso      | Yamaha  | 1:30.085     | N/A       | 19               | 7              |
| 20                 | 72    | Marco Bezzecchi       | Ducati  | 1:30.122     | N/A       | 20               | 7              |
| 21                 | 40    | Darryn Binder         | Yamaha  | 1:30.328     | N/A       | 21               | 7              |
| 22                 | 87    | Remy Gardner          | KTM     | 1:30.397     | N/A       | 22               | 8              |
| 23                 | 25    | Raúl Fernández        | KTM     | 1:30.475     | N/A       | 23               | 8              |
| 24                 | 32    | Lorenzo Savadori      | Aprilia | 1:30.487     | N/A       | 24               | 8              |
| 25                 | 73    | Álex Márquez          | Honda   | 1:33.653     | N/A       | 25               | 9              |
| Kết quả chính thức |       |                       |         |              |           |                  |                |

## Kết quả đua chính thể thức MotoGP
| Stt                                                   | Số xe | Tay đua               | Đội đua                      | Xe      | Lap | Kết quả   | Xuất phát | Điểm |
| ----------------------------------------------------- | ----- | --------------------- | ---------------------------- | ------- | --- | --------- | --------- | ---- |
| 1                                                     | 63    | Francesco Bagnaia     | Ducati Lenovo Team           | Ducati  | 28  | 42:14.886 | 2         | 25   |
| 2                                                     | 20    | Fabio Quartararo      | Monster Energy Yamaha MotoGP | Yamaha  | 28  | +0.492    | 5         | 20   |
| 3                                                     | 43    | Jack Miller           | Ducati Lenovo Team           | Ducati  | 28  | +2.163    | 3         | 16   |
| 4                                                     | 10    | Luca Marini           | Mooney VR46 Racing Team      | Ducati  | 28  | +8.348    | 13        | 13   |
| 5                                                     | 5     | Johann Zarco          | Prima Pramac Racing          | Ducati  | 28  | +8.821    | 6         | 11   |
| 6                                                     | 41    | Aleix Espargaró       | Aprilia Racing               | Aprilia | 28  | +11.287   | 9         | 10   |
| 7                                                     | 33    | Brad Binder           | Red Bull KTM Factory Racing  | KTM     | 28  | +11.642   | 12        | 9    |
| 8                                                     | 42    | Álex Rins             | Team Suzuki Ecstar           | Suzuki  | 28  | +11.780   | 11        | 8    |
| 9                                                     | 72    | Marco Bezzecchi       | Mooney VR46 Racing Team      | Ducati  | 28  | +16.987   | 20        | 7    |
| 10                                                    | 89    | Jorge Martín          | Prima Pramac Racing          | Ducati  | 28  | +17.144   | 4         | 6    |
| 11                                                    | 49    | Fabio Di Giannantonio | Gresini Racing MotoGP        | Ducati  | 28  | +17.471   | 10        | 5    |
| 12                                                    | 88    | Miguel Oliveira       | Red Bull KTM Factory Racing  | KTM     | 28  | +18.035   | 17        | 4    |
| 13                                                    | 12    | Maverick Viñales      | Aprilia Racing               | Aprilia | 28  | +20.012   | 7         | 3    |
| 14                                                    | 73    | Álex Márquez          | LCR Honda Castrol            | Honda   | 28  | +26.880   | 25        | 2    |
| 15                                                    | 04    | Andrea Dovizioso      | WithU Yamaha RNF MotoGP Team | Yamaha  | 28  | +29.744   | 19        | 1    |
| 16                                                    | 44    | Pol Espargaró         | Repsol Honda Team            | Honda   | 28  | +30.994   | 15        |      |
| 17                                                    | 6     | Stefan Bradl          | Repsol Honda Team            | Honda   | 28  | +37.960   | 18        |      |
| 18                                                    | 25    | Raúl Fernández        | Tech3 KTM Factory Racing     | KTM     | 28  | +42.082   | 23        |      |
| 19                                                    | 32    | Lorenzo Savadori      | Aprilia Racing               | Aprilia | 28  | +46.666   | 24        |      |
| 20                                                    | 87    | Remy Gardner          | Tech3 KTM Factory Racing     | KTM     | 27  | +1 lap    | 22        |      |
| Ret                                                   | 21    | Franco Morbidelli     | Monster Energy Yamaha MotoGP | Yamaha  | 25  | Tai nạn   | 16        |      |
| Ret                                                   | 40    | Darryn Binder         | WithU Yamaha RNF MotoGP Team | Yamaha  | 12  | Tai nạn   | 21        |      |
| Ret                                                   | 30    | Takaaki Nakagami      | LCR Honda Idemitsu           | Honda   | 9   | Tai nạn   | 14        |      |
| Ret                                                   | 23    | Enea Bastianini       | Gresini Racing MotoGP        | Ducati  | 6   | Hư xe     | 1         |      |
| Ret                                                   | 36    | Joan Mir              | Team Suzuki Ecstar           | Suzuki  | 0   | Tai nạn   | 8         |      |
| Fastest lap: Jorge Martín (Ducati) – 1:29.854 (lap 8) |       |                       |                              |         |     |           |           |      |
| Kết quả chính thức                                    |       |                       |                              |         |     |           |           |      |

## Bảng xếp hạng sau chặng đua
|   | Stt | Tay đua           | Điểm |
| - | --- | ----------------- | ---- |
|   | 1   | Fabio Quartararo  | 200  |
|   | 2   | Aleix Espargaró   | 168  |
|   | 3   | Francesco Bagnaia | 156  |
| 1 | 4   | Johann Zarco      | 125  |
| 1 | 5   | Jack Miller       | 123  |

|  | Stt | Xưởng đua | Điểm |
|  | --- | --------- | ---- |
|  | 1   | Ducati    | 296  |
|  | 2   | Yamaha    | 200  |
|  | 3   | Aprilia   | 185  |
|  | 4   | KTM       | 140  |
|  | 5   | Suzuki    | 118  |

|   | Stt | Đội đua                      | Điểm |
| - | --- | ---------------------------- | ---- |
| 1 | 1   | Ducati Lenovo Team           | 279  |
| 1 | 2   | Aprilia Racing               | 253  |
|   | 3   | Monster Energy Yamaha MotoGP | 226  |
|   | 4   | Prima Pramac Racing          | 212  |
|   | 5   | Red Bull KTM Factory Racing  | 192  |